# Campeonato dos Quatro Continentes de Patinação Artística no Gelo de 2008
O Campeonato dos Quatro Continentes de Patinação Artística no Gelo de 2008 foi a décima edição do Campeonato dos Quatro Continentes de Patinação Artística no Gelo, um evento anual de patinação artística no gelo organizado pela União Internacional de Patinação (em inglês:  International Skating Union) onde os patinadores artísticos competem pelo título de campeão dos quatro continentes. A competição foi disputada entre os dias 11 de fevereiro e 17 de fevereiro, na cidade de Goyang, Coreia do Sul.

## Eventos
- Individual masculino
- Individual feminino
- Duplas
- Dança no gelo

## Medalhistas
| Evento                        | Ouro                               | Prata                                        | Bronze                                              |
| Individual masculino detalhes | Daisuke Takahashi · Japão          | Jeffrey Buttle · Canadá                      | Evan Lysacek · Estados Unidos                       |
| Individual feminino detalhes  | Mao Asada · Japão                  | Joannie Rochette · Canadá                    | Miki Ando · Japão                                   |
| Duplas detalhes               | Pang Qing · Tong Jian · China      | Zhang Dan · Zhang Hao · China                | Brooke Castile · Benjamin Okolski · Estados Unidos  |
| Dança no gelo detalhes        | Tessa Virtue · Scott Moir · Canadá | Meryl Davis · Charlie White · Estados Unidos | Kimberly Navarro · Brent Bommentre · Estados Unidos |

## Resultados

### Individual masculino
| Pos.              | Nome               | Nacionalidade  | Pontos | PC         | PL          |
| ----------------- | ------------------ | -------------- | ------ | ---------- | ----------- |
| Medalha de ouro   | Daisuke Takahashi  | Japão          | 264.41 | 88.57 (1)  | 175.84 (1)  |
| Medalha de prata  | Jeffrey Buttle     | Canadá         | 234.02 | 83.85 (3)  | 150.17 (2)  |
| Medalha de bronze | Evan Lysacek       | Estados Unidos | 233.11 | 84.06 (2)  | 149.05 (3)  |
| 4                 | Stephen Carriere   | Estados Unidos | 218.30 | 74.08 (4)  | 144.22 (5)  |
| 5                 | Jeremy Abbott      | Estados Unidos | 206.40 | 60.87 (9)  | 145.53 (4)  |
| 6                 | Li Chengjiang      | China          | 197.98 | 72.25 (5)  | 125.73 (9)  |
| 7                 | Vaughn Chipeur     | Canadá         | 196.57 | 70.83 (6)  | 125.74 (8)  |
| 8                 | Takahiko Kozuka    | Japão          | 196.38 | 67.48 (7)  | 128.90 (6)  |
| 9                 | Shawn Sawyer       | Canadá         | 187.18 | 60.79 (10) | 126.39 (7)  |
| 10                | Wu Jialiang        | China          | 182.94 | 64.35 (8)  | 118.59 (11) |
| 11                | Xu Ming            | China          | 169.17 | 49.08 (12) | 120.09 (10) |
| 12                | Kensuke Nakaniwa   | Japão          | 167.37 | 55.82 (11) | 111.55 (12) |
| 13                | Abzal Rakimgaliev  | Cazaquistão    | 138.88 | 43.17 (13) | 95.71 (13)  |
| 14                | Tristan Thode      | Nova Zelândia  | 115.99 | 42.16 (14) | 73.83 (16)  |
| 15                | Luis Hernández     | México         | 112.05 | 39.39 (16) | 72.66 (17)  |
| 16                | Justin Pietersen   | África do Sul  | 111.16 | 36.39 (18) | 74.77 (14)  |
| 17                | Nicholas Fernandez | Austrália      | 109.77 | 41.14 (15) | 68.63 (20)  |
| 18                | Joel Watson        | Nova Zelândia  | 109.03 | 35.02 (19) | 74.01 (15)  |
| 19                | Kevin Alves        | Brasil         | 108.12 | 37.05 (17) | 71.07 (18)  |
| 20                | Robert McNamara    | Austrália      | 102.23 | 32.42 (21) | 69.81 (19)  |
| 21                | Humberto Contreras | México         | 95.50  | 34.20 (20) | 61.30 (21)  |

### Individual feminino
| Pos.                                                  | Nome                    | Nacionalidade  | Pontos | PC         | PL         |
| ----------------------------------------------------- | ----------------------- | -------------- | ------ | ---------- | ---------- |
| Medalha de ouro                                       | Mao Asada               | Japão          | 193.25 | 60.94 (1)  | 132.31 (1) |
| Medalha de prata                                      | Joannie Rochette        | Canadá         | 179.54 | 60.04 (3)  | 119.50 (2) |
| Medalha de bronze                                     | Miki Ando               | Japão          | 177.66 | 60.07 (2)  | 117.59 (3) |
| 4                                                     | Kim Na-Young            | Coreia do Sul  | 158.49 | 53.08 (6)  | 105.41 (4) |
| 5                                                     | Mira Leung              | Canadá         | 157.36 | 53.01 (7)  | 104.35 (6) |
| 6                                                     | Katrina Hacker          | Estados Unidos | 153.86 | 49.86 (10) | 104.00 (7) |
| 7                                                     | Cynthia Phaneuf         | Canadá         | 152.67 | 50.63 (8)  | 102.04 (8) |
| 8                                                     | Ashley Wagner           | Estados Unidos | 152.46 | 47.29 (12) | 105.17 (5) |
| 9                                                     | Anastasia Gimazetdinova | Uzbequistão    | 150.07 | 55.49 (4)  | 94.58 (10) |
| 10                                                    | Fumie Suguri            | Japão          | 145.06 | 50.24 (9)  | 94.82 (9)  |
| 11                                                    | Beatrisa Liang          | Estados Unidos | 144.25 | 54.05 (5)  | 90.20 (11) |
| 12                                                    | Wang Yueren             | China          | 129.88 | 44.69 (15) | 85.19 (13) |
| 13                                                    | Xu Binshu               | China          | 128.39 | 49.62 (11) | 78.77 (14) |
| 14                                                    | Liu Yan                 | China          | 124.09 | 37.33 (16) | 86.76 (12) |
| 15                                                    | Melinda Sherilyn Wang   | Taipé Chinesa  | 119.58 | 45.95 (14) | 73.63 (15) |
| 16                                                    | Kim Chae-Hwa            | Coreia do Sul  | 115.85 | 46.76 (13) | 69.09 (16) |
| 17                                                    | Loretta Hamui           | México         | 99.89  | 34.87 (18) | 65.02 (17) |
| 18                                                    | Ana Cecilia Cantu       | México         | 94.76  | 37.10 (17) | 57.66 (20) |
| 19                                                    | Tina Wang               | Austrália      | 94.28  | 30.57 (21) | 63.71 (18) |
| 20                                                    | Lejeanne Marais         | África do Sul  | 90.52  | 29.38 (22) | 61.14 (19) |
| 21                                                    | Tamami Ono              | Hong Kong      | 88.96  | 31.97 (20) | 56.99 (21) |
| 22                                                    | Gracielle Jeanne Tan    | Filipinas      | 80.88  | 28.50 (24) | 52.38 (22) |
| 23                                                    | Charissa Tansomboon     | Tailândia      | 79.28  | 32.31 (19) | 46.97 (24) |
| 24                                                    | Corenne Bruhns          | México         | 76.89  | 28.63 (23) | 48.26 (23) |
| Não avançaram para a patinação livre / programa longo |                         |                |        |            |            |
| 25                                                    | Crystal Wynewyne Kiang  | Taipé Chinesa  | —      | 28.12 (25) |            |
| 26                                                    | Abigail Pietersen       | África do Sul  | —      | 27.44 (26) |            |
| 27                                                    | Morgan Figgins          | Nova Zelândia  | —      | 26.92 (27) |            |
| 28                                                    | Phoebe Di Tommaso       | Austrália      | —      | 25.76 (28) |            |
| 29                                                    | Siobhan McColl          | África do Sul  | —      | 23.40 (29) |            |
| 30                                                    | Stacy Perfetti          | Brasil         | —      | 21.97 (30) |            |
| 31                                                    | Kristine Y. Lee         | Hong Kong      | —      | 20.53 (31) |            |
| 32                                                    | Tiffany Ting-Ye Wu      | Taipé Chinesa  | —      | 18.64 (32) |            |

### Duplas
| Pos.              | Nome                              | Nacionalidade  | Pontos | PC        | PL         |
| ----------------- | --------------------------------- | -------------- | ------ | --------- | ---------- |
| Medalha de ouro   | Pang Qing / Tong Jian             | China          | 187.33 | 67.70 (2) | 119.63 (1) |
| Medalha de prata  | Zhang Dan / Zhang Hao             | China          | 181.84 | 70.45 (1) | 111.39 (2) |
| Medalha de bronze | Brooke Castile / Benjamin Okolski | Estados Unidos | 159.99 | 56.44 (4) | 103.55 (3) |
| 4                 | Rena Inoue / John Baldwin         | Estados Unidos | 156.00 | 57.40 (3) | 98.60 (4)  |
| 5                 | Jessica Miller / Ian Moram        | Canadá         | 149.24 | 54.88 (5) | 94.36 (5)  |
| 6                 | Li Jiaqi / Xu Jiankun             | China          | 144.53 | 53.26 (6) | 91.27 (6)  |
| 7                 | Mylène Brodeur / John Mattatall   | Canadá         | 141.46 | 52.50 (7) | 88.96 (7)  |
| 8                 | Tiffany Vise / Derek Trent        | Estados Unidos | 134.41 | 45.82 (8) | 88.59 (8)  |
| 9                 | Marina Aganina / Dmitri Zobnin    | Uzbequistão    | 93.77  | 36.82 (9) | 56.95 (9)  |

### Dança no gelo
| Pos.              | Nome                                | Nacionalidade  | Pontos | DC         | DO         | DL         |
| ----------------- | ----------------------------------- | -------------- | ------ | ---------- | ---------- | ---------- |
| Medalha de ouro   | Tessa Virtue / Scott Moir           | Canadá         | 207.32 | 38.22 (1)  | 65.02 (1)  | 104.08 (1) |
| Medalha de prata  | Meryl Davis / Charlie White         | Estados Unidos | 199.45 | 37.36 (2)  | 61.93 (2)  | 100.16 (2) |
| Medalha de bronze | Kimberly Navarro / Brent Bommentre  | Estados Unidos | 180.65 | 34.36 (3)  | 56.67 (3)  | 89.62 (3)  |
| 4                 | Jennifer Wester / Daniil Barantsev  | Estados Unidos | 174.37 | 30.95 (4)  | 55.44 (4)  | 87.98 (5)  |
| 5                 | Kaitlyn Weaver / Andrew Poje        | Canadá         | 174.36 | 30.94 (5)  | 54.95 (5)  | 88.47 (4)  |
| 6                 | Allie Hann-McCurdy / Michael Coreno | Canadá         | 164.02 | 29.73 (6)  | 50.53 (6)  | 83.76 (6)  |
| 7                 | Cathy Reed / Chris Reed             | Japão          | 158.47 | 27.06 (7)  | 49.64 (7)  | 81.77 (7)  |
| 8                 | Yu Xiaoyang / Wang Chen             | China          | 148.19 | 25.61 (8)  | 45.60 (8)  | 76.98 (8)  |
| 9                 | Huang Xintong / Zheng Xun           | China          | 147.02 | 25.22 (9)  | 45.35 (9)  | 76.45 (9)  |
| 10                | Danielle O'Brien / Gregory Merriman | Austrália      | 121.86 | 21.26 (11) | 37.44 (10) | 63.16 (10) |
| 11                | Guo Jiameimei / Meng Fei            | China          | 112.29 | 20.96 (12) | 36.80 (11) | 54.53 (12) |
| 12                | Yu Sun Hye / Ramil Sarkulov         | Uzbequistão    | 109.56 | 22.46 (10) | 33.78 (13) | 53.32 (13) |
| 13                | Maria Borounov / Evgeni Borounov    | Austrália      | 107.52 | 17.78 (13) | 34.93 (12) | 54.81 (11) |

## Quadro de medalhas
| Ordem | País           | Medalha de ouro | Medalha de prata | Medalha de bronze |    | Ordem por total |
| ----- | -------------- | --------------- | ---------------- | ----------------- | -- | --------------- |
| 1     | Japão          | 2               |                  | 1                 | 3  | 2               |
| 2     | Canadá         | 1               | 2                |                   | 3  | 2               |
| 3     | China          | 1               | 1                |                   | 2  | 4               |
| 4     | Estados Unidos |                 | 1                | 3                 | 4  | 1               |
| TOTAL | TOTAL          | 4               | 4                | 4                 | 12 | —               |